# Виландро
Виландро (итал. Villandro) је насеље у Италији у округу Болцано, региону Трентино-Јужни Тирол.
Према процени из 2011. у насељу је живело 1830 становника. Насеље се налази на надморској висини од 903 м.

## Становништво
| 1931. | 1936. | 1951. | 1961. | 1971. | 1981. | 1991. | 2001. | 2011. |
| ----- | ----- | ----- | ----- | ----- | ----- | ----- | ----- | ----- |
| 1.130 | 1.385 | 1.422 | 1.514 | 1.616 | 1.683 | 1.748 | 1.830 | 1.893 |